# César Augusto de la Vega
César Augusto de la Vega fue un médico cirujano argentino que ocupó cargos públicos durante el Tercer peronismo como secretario del Menor y la Familia del Ministerio de Bienestar Social de la Nación (1973-1974), y luego como embajador ante la Unesco (1974), Francia (1974-1975) y Dinamarca (1975-1976).

## Biografía
Médico de profesión, fue jefe de cirugía del Hospital General de Agudos Bernardino Rivadavia de la Ciudad de Buenos Aires. También cumplió funciones en el Hospital Aeronáutico Central de la Fuerza Aérea Argentina.
Amigo de José López Rega, cuando este asumió como Ministro de Bienestar Social de la Nación en mayo de 1973 (al asumir Héctor José Cámpora), lo designó Secretario de Estado del Menor y la Familia. En marzo de 1974 fue designado delegado permanente de Argentina ante la Organización de las Naciones Unidas para la Educación, la Ciencia y la Cultura (Unesco) con sede en París, por Juan Domingo Perón.
Estuvo en el cargo pocos meses, pero permaneciendo en París, al ser designado embajador ante el gobierno francés por María Estela Martínez de Perón en septiembre de 1974. El 21 de noviembre presentó sus cartas credenciales ante el presidente francés Valéry Giscard d'Estaing. En ese período, Elena Holmberg fue destinada a la embajada argentina. Dejó París en junio de 1975, al ser nombrado embajador en Dinamarca, ocupando el cargo hasta el golpe de Estado del 24 de marzo de 1976.
Fue miembro de la Sociedad Científica Argentina.

## Actuación en la masonería
Ingresó a la masonería a través de la logia Panamérica Nº 397 en el año 1961. Fue Gran Maestre de la Gran Logia de la Argentina de Libres y Aceptados Masones entre junio de 1972 y junio de 1975, y se lo vinculó en 1981 a Licio Gelli y a la logia masónica Propaganda Due.
Junto al historiador Alcibíades Lappas, en 1973 impulsó la fundación de una logia masónica en la ciudad de La Plata con el nombre de la ciudad. Esta tendría el objetivo de presentarse ante las autoridades políticas de la época y conseguir gratuitamente un inmueble en la capital bonaerense. Según el historiador Gabriel Darrigran, esto se llevaría a cabo gracias a la influencia de los integrantes de Propaganda Due, de la cual César de la Vega formaba parte.